# Arlandarånet
Arlandarånet var ett rån på en värdetransport på Arlanda flygplats den 12 juli 2002 då 44 miljoner kronor stals från ett SAS-flygplan. Ingen dömdes för rånet och pengarna har aldrig kommit till rätta. På grund av oenighet om hur pengarna skulle delas upp mördades en man efter rånet, för vilket fyra män dömdes till livsstidstraff i Finland.

## Rånet
År 2001 fick en kriminell gruppering i Stockholm från en anställd vid flygplatsen reda på att det regelbundet fraktades stora summor pengar med flygplan från London till Arlanda flygplats. Gruppledaren Rafael Martinez etablerade en grupp som förberedde sig för att råna nästa värdefrakt. Rångruppen gjorde flera rekognoseringsturer till flygfältet och planerade flyktvägar.
När SAS-flygplanet från London landade övermannade rånarna väktarna som hade kommit för att motta värdetransporten. Den ena bilen med väktare försökte följa efter rånarna, men blev beskjuten vilket ledde till att motorn slutade att fungera. Rånbilen sattes därefter i brand. Trots att polisen underrättades kom rånarna undan med ungefär 44 miljoner svenska kronor.

## Deltagare
År 2017, strax efter brottets preskriptionstid, hävdade Leo Carmona att han var en av rånarna. Carmona dömdes aldrig för rånet.